# Amália Rodrigues
Vous lisez un « bon article » labellisé en 2010.
Pour les articles homonymes, voir Rodrigues (homonymie).
Amália Rodrigues, de son nom complet Amália da Piedade Rebordão Rodrigues, née le 23 juillet 1920 à Lisbonne, décédée à Lisbonne le 6 octobre 1999, est une chanteuse de fado et actrice portugaise. Sa sœur cadette, Celeste Rodrigues, est également une chanteuse de fado.
Surnommée la « Reine du fado » (Rainha do Fado), c'est la chanteuse qui a le plus popularisé ce chant dans le monde. Elle a enregistré plus de 170 disques au cours de sa vie. Elle a aussi été une grande ambassadrice culturelle du Portugal et sa voix lui a valu une réputation internationale.
Elle a eu une carrière d'enregistrement et de représentations de quarante années. Sa notoriété devient internationale durant la période 1950-1970, mais ses liens assez troubles avec le régime du dictateur António de Oliveira Salazar lui valent un retrait de la scène pendant une dizaine d'années après la révolution des Œillets de 1974.
Au cours de sa carrière, elle chante majoritairement dans sa langue maternelle, en portugais, mais aussi en espagnol, en italien, en anglais et en français, d'où le titre de son morceau Aïe Mourir pour toi. Elle a eu l'occasion de se produire dans les plus grandes salles du monde, dont l'Olympia à Paris.
Amália Rodrigues a eu une influence importante non seulement sur le fado, mais aussi sur toute la musique portugaise et la plupart des artistes de son pays.

## Biographie

### Famille, enfance et mariages
Amália Rodrigues est la cinquième d’une famille de neuf enfants. Elle naît en 1920 dans la freguesia de Pena à Lisbonne. Sa mère et sa grand-mère la disent née le 14 juillet. Mais les documents officiels, indiquent qu’Amália da Piedade Rodrigues est née à cinq heures et zéro minute, le 23 juillet 1920, dans une maison de la Rua Martim Vaz, 86-4º, dans la Freguesia de la Pena, à Lisbonne. Elle aurait donc été déclarée plus d'une semaine après sa naissance. Elle-même affirmait que l'on célébrait son anniversaire le 1er juillet dans la famille, en supposant que c'était le seul moment du mois où il y avait de l'argent pour lui acheter des cadeaux[réf. nécessaire]. Fille d'Albertino de Jesus Rodrigues et de Lucinda da Piedade Rebordão, elle est issue d’une famille nombreuse et pauvre, originaire de l’ancienne province de Beira Baixa, près de Castelo Branco. Son père est cordonnier et joue de la trompette au sein de la fanfare de Fundão, où la famille habite. Ses parents « montent » ensuite à la capitale pour y trouver du travail mais quelque temps après, alors qu’elle n’a que 14 mois, ils retournent à la campagne, faute de travail, et elle reste à Lisbonne avec ses grands-parents maternels.
Amália Rodrigues est une enfant assez timide ; elle commence à chanter pour son grand-père et les voisins. Sa grand-mère, nommée Ana do Rosário, qui est analphabète, l’élève d’une manière stricte et elle lui enseigne les rudiments de la religion. Elle envoie Amália à l’école primaire (Escola Primária da Tapada da Ajuda) lorsque sa petite-fille atteint l’âge de 9 ans : c'est là qu'elle chante pour la première fois en public, lors de la fête de l'école. À 12 ans, elle interrompt sa scolarité, comme la plupart des jeunes Portugais pauvres d’alors ; elle trouve du travail dans une entreprise de broderie mais en change rapidement pour un autre, consistant à emballer des gâteaux. Alors qu'elle est encore enfant, elle tente de mettre fin à ses jours en buvant une décoction de têtes d'allumettes.
À 14 ans, elle décide de vivre avec ses parents, qui sont de retour dans la capitale portugaise. Sa vie y est très différente de celle qu’elle menait avec sa grand-mère. Elle doit aider sa mère et supporter un frère aîné plutôt autoritaire. À 15 ans, elle part, avec sa petite sœur Celeste, vendre des fruits dans la zone du port de Lisbonne ; elle s’y fait remarquer, ce qui lui permet de participer au défilé populaire d’Alcântara en 1936. L’entraîneur du défilé insiste pour qu’Amália s’inscrive à un concours de nouveaux talents appelé Concurso da Primavera (« Concours du Printemps »), au cours duquel est attribué le titre de Rainha do Fado dos Bairros (« Reine du fado des Quartiers »),. C'est à cette époque que, à la suite d'une réflexion déplacée de sa mère qui aurait dit : « Elle est différente, on ne dirait pas ma fille », Amália part puis essaye de se suicider ; sa sœur Aninhas l’en empêche.
Lors de ce concours, Amália rencontre Francisco da Cruz, un guitariste alors âgé de 23 ans, avec qui elle se marie deux ans plus tard, en 1940,. L'union houleuse ne dure pas plus de deux ans. Francisco da Cruz demande le divorce et Amália décide de se donner la mort devant la fenêtre de celui-ci en avalant de la mort aux rats ; c’est sa troisième tentative de suicide depuis sa naissance. C’est également durant cette épreuve, Concurso da Primavera, qu’Amália est remarquée par un spectateur qui la recommande à Jorge Soriano, directeur de la Casa do Fado (« Maison du fado »). L’audition est un succès mais, devant l’opposition de sa famille, Amália décline l’invitation. C’est une femme d’assez petite taille, qui ne mesure que 1,58 mètre. Elle se marie une seconde fois, en 1961, avec un ingénieur brésilien, César Seabra, dans la ville de Rio de Janeiro. Ils n’ont aucun enfant. Malgré une bonne entente avec Salazar, dans les années 1960, celui-ci fait interdire la vente de son titre Abandono Fado de Peniche, considéré comme un hymne aux prisonniers politiques de la forteresse du même nom. Le régime de Salazar fait emprisonner des personnalités politiques et force beaucoup d’artistes à l’exil.

### Après la Révolution

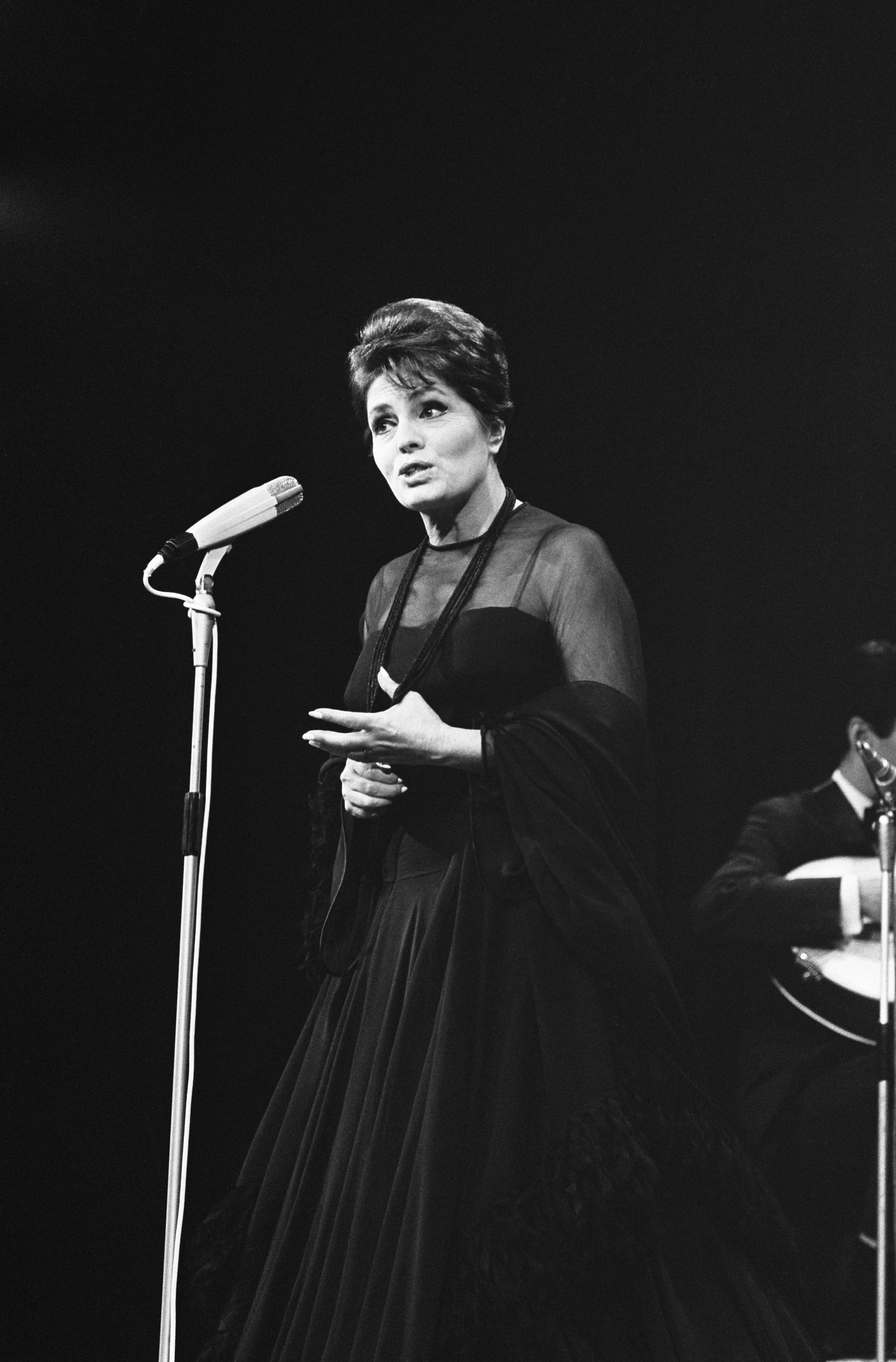
Amália Rodrigues en 1969.

Quelques jours après l’abolition de la dictature de Salazar et le rétablissement de la démocratie, Amália Rodrigues donne un concert de fado à Lisbonne mais, à plusieurs reprises, elle se voit traitée de fasciste, accusée d’alliance avec Salazar et doit faire face à des accusations de collaboration avec le régime. Même si elle se voit aussi rendre de nombreux hommages, ces accusations provoquent une éclipse provisoire de sa carrière. Elle est décorée de l’ordre de l'Infant Dom Henrique par le président de la République de l’époque, Mário Soares. Durant cette période, elle traverse des problèmes financiers qui l’obligent à se défaire d’une partie de son patrimoine. En 1989, elle est reçue au Vatican par le pape Jean-Paul II.
En 1990, elle est décorée de l’ordre des Arts et des Lettres par la France, distinction reçue des mains du président François Mitterrand. Au fil des années, elle voit mourir Alain Oulman, son poète David Mourão-Ferreira et son mari, César Seabra, avec qui elle était restée mariée trente-six années.
En 2007 est édité, par la maison de disques Valentim de Carvalho, son dernier album, avec des vidéos inédites tournées entre 1965 et 1975 (Segredo). Amália Rodrigues publie aussi en 1997 un livre de poèmes, Versos. En avril 1999, Amália se rend pour la dernière fois à Paris, afin d’être honorée par la Cinémathèque française, pour avoir tourné plusieurs films dans la ville. Elle remercie les Français de l’avoir fait connaître dans le monde, car c’est à partir de la France que ses disques ont commencé à être diffusés.
Amália Rodrigues se voit reprocher par certains d’avoir participé au Triple F de Salazar (fado, Fátima et futebol), tandis que d’autres pensent qu’elle a collaboré économiquement avec le parti communiste portugais quand celui-ci était encore clandestin ; mais elle a aussi aidé financièrement les prisonniers politiques et les exilés. Elle sort un fado, le Fado de Peniche, en rapport avec la grande prison située dans le fort de la ville. À travers ce fado elle transmet un message qui est censuré par Salazar. Amália Rodrigues représente le Portugal dans le monde entier, de Lisbonne à Rio de Janeiro, de New York à Rome, de Tokyo à l’Union soviétique, de Mexico à Londres, de Madrid à Paris, où elle chante plusieurs fois à l’Olympia.
Elle véhicule dans le monde entier la culture du Portugal, la langue portugaise et le fado et représente aujourd’hui un véritable mythe dans son pays. Le 10 février 1999, Amália apprend le décès de sa grande amie le peintre Maluda, ce qui l'affecte beaucoup.

### Fin de vie et hommages

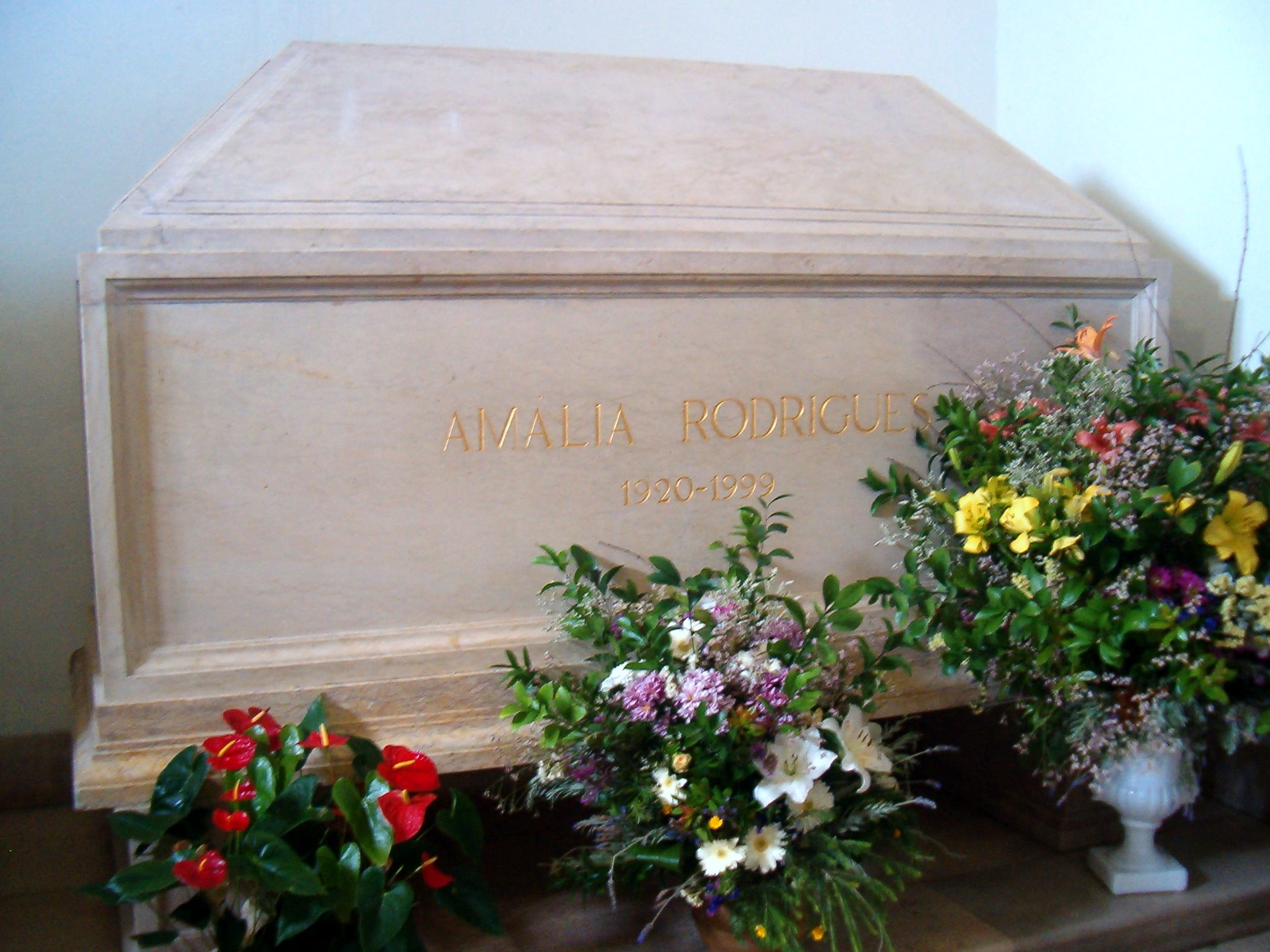
Tombe d’Amália Rodrigues au Panthéon national de Lisbonne.

Amália Rodrigues meurt le 6 octobre 1999 à l’âge de 79 ans, des suites d’une maladie du cœur, quelque temps après son retour de sa maison de vacances dans l’Alentejo. Son décès plonge les Portugais dans une grande tristesse. Le président de la République portugaise de l’époque, Jorge Sampaio, décrète un deuil national de trois jours. À ses funérailles, des centaines de milliers de Lisboètes descendent dans les rues pour lui offrir un ultime hommage. Lors de ses funérailles, elle avait voulu que sa musique Grito soit chantée. Elle est enterrée au cimetière de Prazeres, à Lisbonne. Quelques heures après le décès de la chanteuse, un journaliste portugais décrit ainsi l'ambiance générale : « C’est trop de douleur pour un si petit pays ». À la suite de son décès, les partis politiques décident de suspendre le dernier jour de campagne électorale pour les législatives qui se déroulent cette année-là.
La dépouille mortelle de la chanteuse est finalement transférée du cimetière de Prazeres au Panthéon national de Lisbonne le 8 juillet 2001. Lors de la cérémonie au Panthéon, les honneurs militaires lui sont rendus, suivi par l’Hymne National portugais interprété par le groupe des Antigos Orfeonistas da Universidade de Coimbra et des fados : Amália et Foi Deus. S'ensuit un discours du Président de la République, Jorge Sampaio, lors du transfert du cercueil au sein du Panthéon. Elle est la première femme, parmi les Portugais illustres, à y entrer.
Sa mort est un choc pour l’ensemble des Portugais, pour qui elle reste à jamais l’âme et la déesse du fado. Le 6 octobre 2009, à l’occasion du dixième anniversaire de son décès, une grande exposition rétrospective a été organisée à la Maison de la Culture de Belém, près de Lisbonne. La ville de Paris inaugure le 11 juin 2010, en présence du maire de Lisbonne, la « promenade Amalia-Rodrigues », un jardin situé dans le 19e arrondissement de Paris, entre le boulevard d'Algérie et l’avenue de la Porte-du-Pré-Saint-Gervais qui relie le parc de la Butte-du-Chapeau-Rouge à l'église de Marie-Médiatrice-de-Toutes-les-Grâces et au jardin Notre-Dame-de-Fatima.

## Une carrière internationale

### Musique
Amália Rodrigues chante pour la première fois en public en 1929, lors de la fête de son école primaire Tapada da Ajuda. Elle commence dès 1939 à interpréter des textes du compositeur Joaquim José de Lima dans les maisons de fado de Lisbonne, et notamment au club Retiro da Severa, accompagnée par Armandinho, Jaime Santos, José Marques, Santos Moreira, Abel Negrão et Alberto Correia interprétant trois fados, sous le nom d’Amalia Rebordão. Grâce à cela, elle est reconnue comme une fadiste professionnelle et passe immédiatement en tête d’affiche. Sa popularité à Lisbonne s'est considérablement développée pendant la Seconde Guerre mondiale. Peu de mois après, Amália Rodrigues chante dans d'autres grands clubs de la capitale comme le Solar da Alegria et le Café Luso. Elle est propulsée parmi les grands du fado.
Son succès lui a ouvert des portes au théâtre. C'est en 1940 qu'elle obtient son premier rôle dans Ora Vai Tu …, au Teatro Maria Vitória. Les premiers salaires de la chanteuse étaient maigres, elle gagnait au Retiro de Severa cinq cents escudos par mois, puis huit cents au Solar da Alegria.

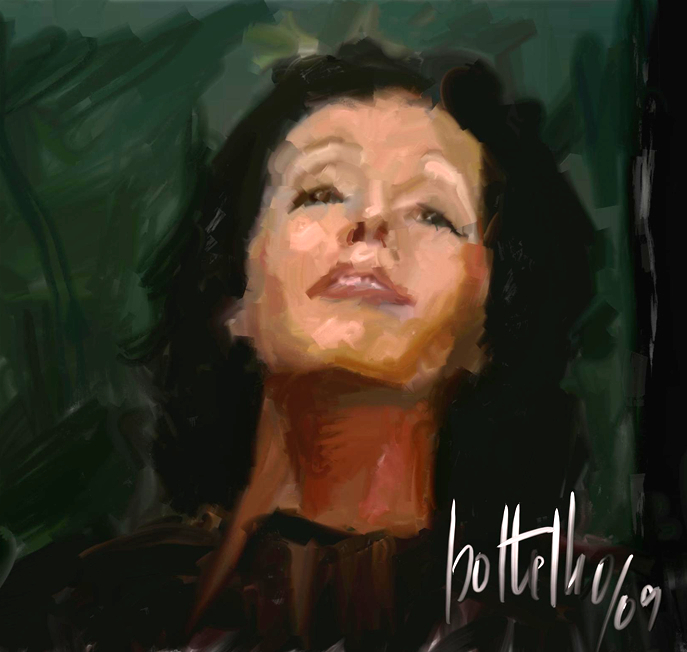
Portrait d'Amália Rodrigues par Bottelho.

Mais la jeune femme est attirée depuis toujours par le fado, ce chant populaire portugais nostalgique et sensuel qui s'est développé au XIXe siècle à Lisbonne. Elle reprend la gestuelle d’Alfredo Duarte Marceneiro, autre pionnier du fado. C’est donc figée, les yeux fermés et l’expression comme suppliciée que la jeune femme interprète ses chants.
Amália Rodrigues commence à se produire à l'étranger, et notamment pour la première fois, elle se rend en Espagne, plus exactement à Madrid, sous l'invitation de l'ambassadeur Pedro Teotónio Pereira (en) en 1942. C'est à l'issue de ce voyage qu'elle découvre son goût pour la musique espagnole et le flamenco. Deux ans plus tard, elle débarque à Rio de Janeiro, au Brésil, accompagnée du maître guitariste Fernando Freitas, pour chanter dans le plus grand casino d'Amérique du Sud : Casino Copacabana. Son contrat ne prévoyait que quatre semaines mais à la suite du succès il est prolongé à quatre mois. Elle enregistre alors une série de disques 78 tours pour la maison de disques Continental Records.
En 1946, elle retourne à Lisbonne. Elle y reçoit une invitation de la 20th Century Fox pour tourner des films à Hollywood. Elle décline la proposition et reste dans le cinéma portugais.
À Paris, elle chante pour la première fois en 1949, chez Carrère, et la même année, elle se fait également connaître à Londres au Ritz et deux ans plus tard, en 1951, elle chante en Angola, au Mozambique ainsi qu’au Congo.
Amália et Celeste commencent à chanter ensemble pendant qu’elles vendent au marché mais, à la suite de leur retour du Brésil, après avoir intégré Copacabana Casino un spectacle en 1945, elles suivent un chemin différent, Amália partant à Paris et Celeste à Casablanca, au Maroc. Elles ont l’occasion de chanter encore ensemble dans un café club de Lisbonne, le fado Gaivota.
Elle arrive aux États-Unis, à New York, pour la première fois et elle se produit pendant quatre mois dans le club La Vie en Rose à New York, elle chante aussi au Mexique, en 1952 et à Mocambo à Hollywood en 1954, année où elle sort un disque. L’année suivante, en 1955, en jouant dans Les Amants du Tage d’Henri Verneuil, Amália Rodrigues accède au rang de vedette internationale. Elle se rend une deuxième fois au Mexique, en 1955, pour un film Musica de Siempre avec la grande chanteuse française Édith Piaf. En 1956, pour la première fois elle se rend à l’Olympia ; on la voit sur scène, soufflant la vedette aux Compagnons de la Chanson, à la veille de la vague d’immigration portugaise. En moins de trois ans, elle atteint en France une grande popularité.
| Ó Gente da minha terra                                                                      |
| ------------------------------------------------------------------------------------------- |
| Ó gente da minha terra Agora é qu'eu percebi Esta tristeza que trago Foi de vós qu'a recebi |
| Amália Rodrigues (extrait du poème : Ó gente da minha terra),                               |

Suivent ensuite l’ABC, Bobino où elle interprète, en français Ai mourir pour toi de Charles Aznavour en 1957. En 1959, le magazine Variety la désigne comme la quatrième plus grande chanteuse du monde. En 1961, avant de quitter le Portugal, elle annonce qu'elle abandonne sa carrière artistique pour vivre au Brésil à la suite de son mariage avec l'ingénieur César Seabra à Rio de Janeiro. Mais un an après, elle retourne dans la capitale portugaise. L'année suivante, elle fait la rencontre de la personne qui va faire un grand virage dans sa carrière, le Français Alain Oulman. Ce compositeur va lui permettre de chanter des poèmes qui n'étaient a priori pas adaptés au fado classique ; celui-ci va travailler avec l'artiste jusqu'à la fin de sa vie. L'album connu sous le titre Busto sera le premier fruit de cette collaboration. Il contient certains de ses plus grands succès (estranha forma de vida, povo que lavas no rio).
En 1962, elle participe au Festival international d'Édimbourg où elle est encore une fois considérée comme une des grandes de la musique classique. En 1967, elle reçoit le prix MIDEM qui est attribué au chanteur qui a fait le plus de ventes de disques dans son pays, elle le remporte avec le titre Vou Dar de Beber à Dor.
Elle se voit de nouveau attribuer les prix MIDEM de 1968 et 1969, une prouesse qui est égale à celle des Beatles. Au Festival du Marais, à Paris, elle est l'invitée d'honneur. En 1970, avec la musique Com que Voz écrite par Alain Oulman, elle atteint l'apogée de sa carrière. Ce titre a été titré par de nombreuses entreprises de disques. En janvier de la même année, elle se rend en Italie pour se produire au Teatro Sistina à Rome et elle y remporte un grand succès. Elle parcourt tout le pays, elle arrive même à donner 80 spectacles par saison.

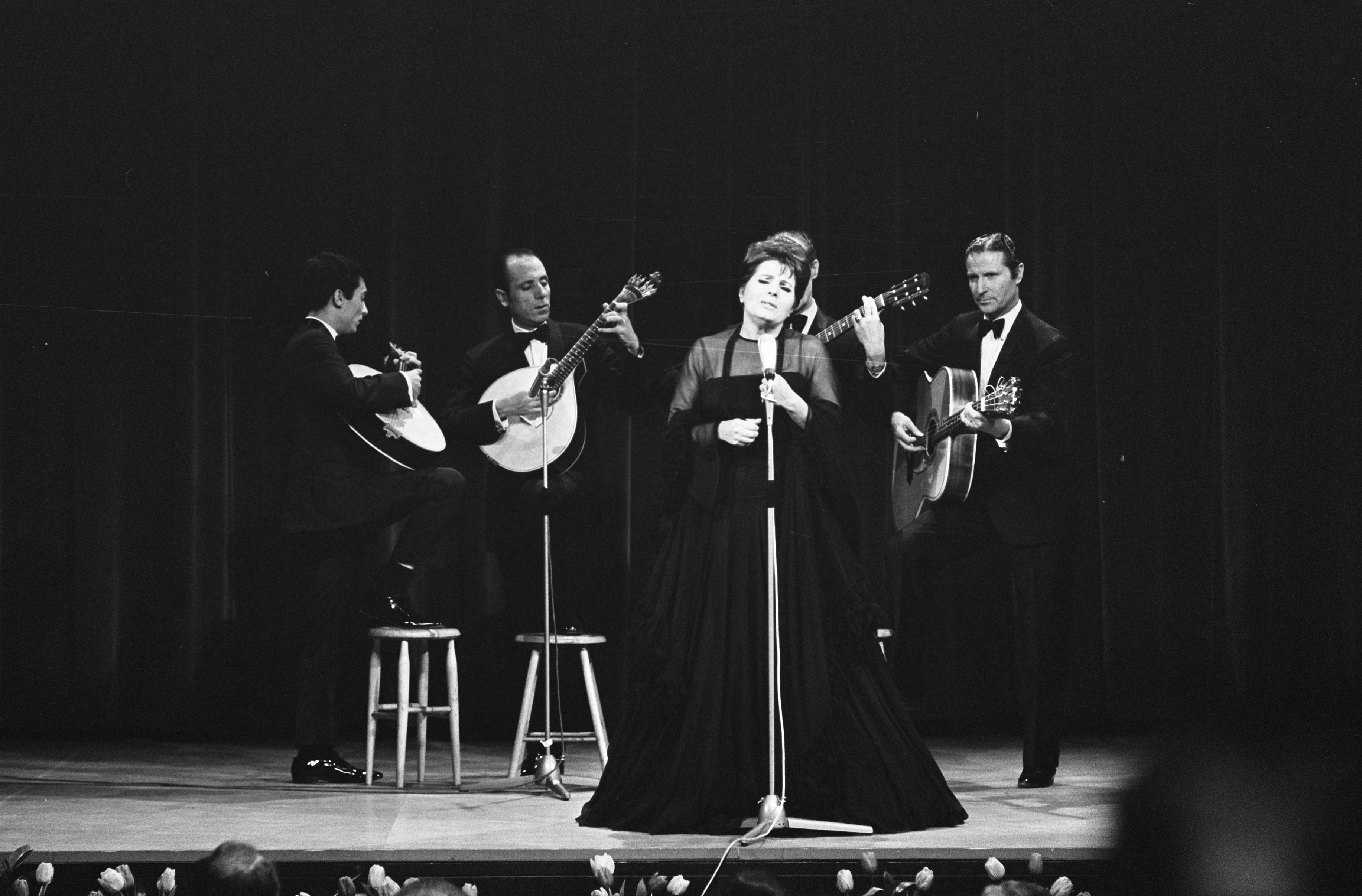
Amália Rodrigues en 1969

Sa présence sur scène et sa voix inimitable expliquent son rayonnement national et international, mais le 25 avril 1974, jour du soulèvement du peuple contre la dictature instaurée par Salazar, les Portugais l’empêchent de continuer à chanter le fado car on lui reproche d’avoir servi la dictature de Salazar, pour qui elle a écrit un poème quand il était souffrant. Elle reste onze ans dans le silence.
En 1980, Amália Rodrigues publie Gostava de ser quem era, son premier album inédit en trois ans. Il est composé de dix fados avec des lettres de l'artiste, écrites alors qu'elle souffrait d'une maladie. Elle doit alors attendre que les intellectuels renouent avec le fado pour revenir sur le devant de la scène, ce qu’elle fait en donnant son premier grand concert en solo dans le Colisée des Recreios le 19 avril 1985.
En 1986, elle part à New York, où elle est une nouvelle fois tout près de se suicider en sautant d’un grand immeuble, par-dessus un balcon, à la suite d'un moment de solitude.
Elle est décorée par le président de la République Mário Soares en 1990. Elle profite des festivités de la nomination de Lisbonne comme Capitale européenne de la culture pour faire ses adieux à la scène et se retire au terme de soixante ans de carrière en 1994. Avec plus de cent soixante-dix disques à son actif, et une douzaine de films, on la compare parfois à la Callas.
Au cours de sa vie, elle est plusieurs fois distinguée, étant notamment nommée chevalier de l’ordre des Arts et des Lettres en 1970 et commandeur de l’ordre des Arts et des Lettres en 1985 par la France. Par l’Espagne, elle est décorée de l’ordre d'Isabelle la Catholique en 1968. Elle se voit remettre par son pays, le Portugal, l’ordre de Sant'Iago de l'Épée, Grade de Chevalier, en 1958 puis en 1970 le grade d'official et enfin en 1990 elle est promue Grande Croix et ensuite elle reçoit l’ordre de l'Infant Dom Henrique (grade de grand official) en 1980.
En 1998, Lula Pena chante ses Fados, telle la Morna Sodade  qu'elle incluse à son premier enregistrement Phados.
En 2001, deux ans après son décès, Amália Rodrigues est promue à l’ordre de l'Infant Dom Henrique, au grade de Grande-Croix.
Un groupe de chanteurs portugais, Hoje, a repris en 2009 plusieurs grands fados d'Amália Rodrigues ; entre autres Gaivota, Grito et Foi Deus,.

### Cinéma et théâtre
Amália Rodrigues tourne également dans des films. Elle joue son premier rôle en 1946 dans Capas Negras réalisé par Armando de Miranda — dans lequel elle est l’un des principaux personnages. C’est le film portugais le plus vu au Portugal jusqu’à aujourd’hui. L’année suivante, elle remporte un grand succès avec un drame musical de Perdigão Queiroga intitulé Mouraria (du nom d’un quartier de Lisbonne).
Elle tourne aussi dans des films de premier plan. En 1949, elle joue dans une réalisation de José Leitão de Barros intitulée Vendaval Maravilloso et en 1957 dans un film d’Augusto Fraga intitulé Sangue toureiro. Elle privilégie sa carrière musicale, et se contente donc de faire des apparitions pour Henri Verneuil, Tito Davison (es), Wim Wenders et d’autres. Elle tourne aussi dans des productions télévisées (Telenovelas) et des documentaires. En 1971, elle joue dans la telenovela brésilienne Os Deuses Estão Mortos et dans d’autres séries comme en 1958 avec O Céu da Minha Rua et en 1968 avec A Sapateira Prodigiosa.
Sa carrière théâtrale est assez courte, quinze ans exactement. Elle joue en tout onze pièces. Ora Vai Tu … en 1940 est sa première apparition sur les planches, elle a eu lieu au Teatro Maria Vitória à Lisbonne. Sa dernière représentation au théâtre a lieu à Madrid au Teatro Monumental, dans A Severa !
| Nom de la pièce   | Année | Nom de la pièce               | Année |
| ----------------- | ----- | ----------------------------- | ----- |
| Ora Vai Tu …      | 1940  | A Rosa Cantadeira             | 1944  |
| Espera de Toiros  | 1941  | Ó Viva da Costa               | 1944  |
| Essa É Que É Essa | 1942  | Estás na Lua                  | 1946  |
| Boa Nova          | 1942  | Mouraria                      | 1946  |
| Alerta Está !     | 1943  | Se É Aquilo Qu'a Gente Sente' | 1947  |
|                   |       | A Severa !                    | 1955  |

## Discographie
- 1954 : Fados de Portugal / Flamencos da Espanha
- 1955 : Amália Rodrigues (édition 1955)
- 1956 : Amália Encore
  -  " : Amália at the Paris Olympia
  -  " : Fados Portugais (édition 1956)
- 1957 : Amalia Rodrigues (édition 1957)
  -  " : Fado et Flamenco no 2
  -  " : Amália Rodrigues - Fado Português
  -  " : Amalia Rodriguês - vol. 2
- 1958 : Amalia Rodrigues chante en français
  -  " : Amália Rodrigues (Do filme Sangue Toureiro)
  -  " : Amalia Rodrigues (édition 1958)
  -  " : Amália Rodrigues - A Alfama
  -  " : Les Succès d'Amalia Rodrigues
  -  " : Amalia Rodrigues - Fados
- 1960 : Au Pays du Fado
  -  " : Amalia Rodrigues (édition 1960)
- 1962 : Amalia à l'Olympia
  -  " : Esquina do Pecado
  -  " : Fado da Adiça
  -  " : Nem às Paredes Confesso
- 1963 : Povo que lavas no rio
  -  " : Amalia 1963
  -  " : Amália Rodrigues - Bobino 1960
- 1965 : Raízes
- 1966 : Fado Português
  -  " : Amalia Rodrigues chante le Portugal
- 1967 : Aranjuez Mon Amour
  -  " : Amalia Rodrigues (édition 1967)
  -  " : Fados e Guitarradas au Portugal
- 1968 : Vou Dar de Beber à Dor
- 1969 : Formiga Bossa Nova
  -  " : La Maison sur le Port
  -  " : Fados
  -  " : Amalia Rodrigues chante le fado
- 1973 : Amália Chante le Portugal
- 1974 : De Lisbonne à Paris
  -  " : Portrait d'Amalia Rodrigues
  -  " : Amalia Rodrigues - La Reine du Fado
- 1979 : Amalia in Teatro
- 1990 : Amalia Rodrigues - Foi Deus
  -  " : Amalia Rodrigues - Fado Português
- 1992 : Lisboa a Noite
- 1994 : Amalia Rodrigues - Ses Plus Belles Chansons
- 1995 : Fados e Guitarradas au Portugal
  -  " : Tudo Isto é Fado
- 1998 : The Best of Amália
- 2001 : Fado Amalia
  -  " : Le Meilleur d'Amalia
  -  " : Absolue
- 2002 : Lisboa à Noite (réédition du 10e anniversaire)
  -  " : A Rainha do Fado/La Reina del Fado

## Filmographie
- 1947 : Capas Negras : Maria de Lisboa
- 1947 : Fado da Rua do Sol (court métrage)
- 1947 : Fado Malhoa (court métrage)
- 1947 : Fado Amália (court métrage)
- 1947 : Fado Lamentos (court métrage)
- 1947 : O Meu Amor na Vida (Confesso)
- 1947 : Só à Noitinha (court métrage)
- 1947 : Ronda dos Bairros (court métrage)
- 1947 : Eu Disse Adeus à Casinha (court métrage)
- 1947 : Fado Mouraria (Mouraria) (court métrage)
- 1947 : Fado Lisboa (Ai Lisboa) (court métrage)
- 1947 : Fado da Rua do Sol (court métrage)
- 1948 : Fado, História d'uma Cantadeira : Ana Maria
- 1949 : Sol e Toiros
- 1949 : Vendaval Maravilhoso (pt) : Eugênia Câmara
- 1955 : Les Amants du Tage : Amália
- 1955 : Avril au Portugal (court métrage)
- 1955 : Musica de Siempre (court métrage)
- 1958 : Sangue Toureiro : Maria da Graça
- 1958 : O Céu da Minha Rua (téléfilm) : Isaura
- 1960 : Las canciones unidas (court métrage)
- 1964 : Fado Corrido : Maria do Amparo
- 1965 : Les Îles enchantées (Ilhas Encantadas) : Hunila
- 1966 : Via Macao de Jean Leduc
- 1968 : A Sapateira Prodigiosa (téléfilm)
- 1971 : Os Deuses Estão Mortos (pt) (série télévisée) : Eugénia Castro
- 1991 : Jusqu'au bout du monde : la femme dans la voiture

Références

## Distinctions
- Grand-croix de l'ordre de l'Infant Dom Henri
- Commandeur de l'ordre des Arts et des Lettres
- Chevalier de la Légion d'honneur

## Hommage
L’actrice portugaise Maria José Pascoal prête ses traits à la chanteuse dans L'Ange gardien (Variações) de João Maia (2019).